# Brumos Racing

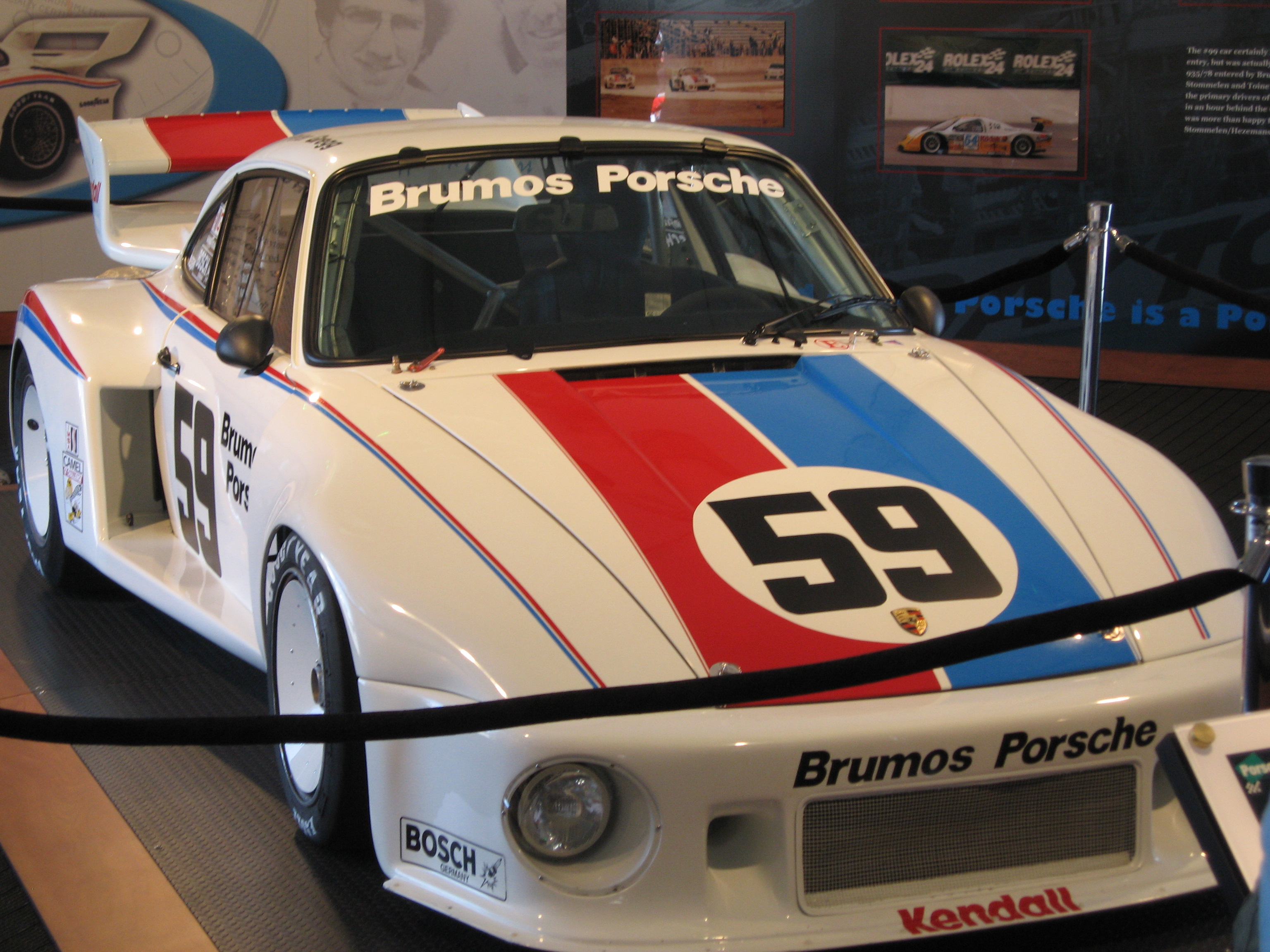
Coche Brumos Porsche 935.

Brumos Racing fue equipo de automovilismo estadounidense que tuvo su sede en Jacksonville, Florida, y compitió en las series Campeonato IMSA GT y la Grand-Am.

## Historia
El equipo fue creado en 1971 por Peter Gregg para el Campeonato IMSA GT, y ha sido patrocinado por la concesionaria de Porsche en los Estados Unidos, Brumos Porsche, cuyo concesionario ha existido desde 1959. Antes de su entrada en la serie Grand-Am, los coches Brumos Porsche GT de segunda mano fueron suministrados por el concesionario. Hasta el 2011, Brumos utilizaba sus coches Porsche en la clase Prototipos Daytona , pero volvió al GT en 2011, sobre conduciendo el Porsche GT3.
En abril de 2013 que el final de la temporada 2013 al correr el Petit Le Mans como su competencia de despedida.

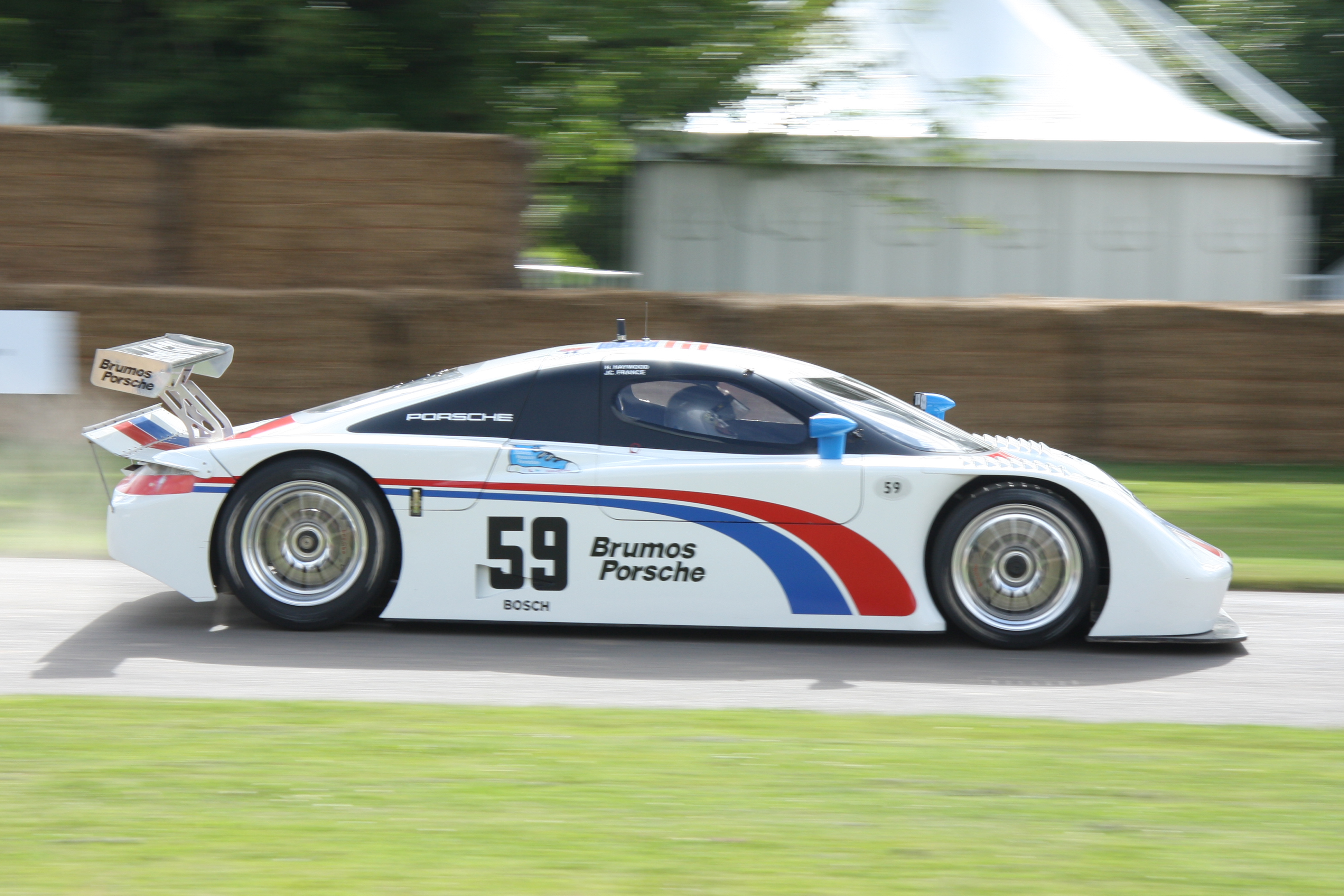
Coche Brumos Porsche en el festival de goodwood.

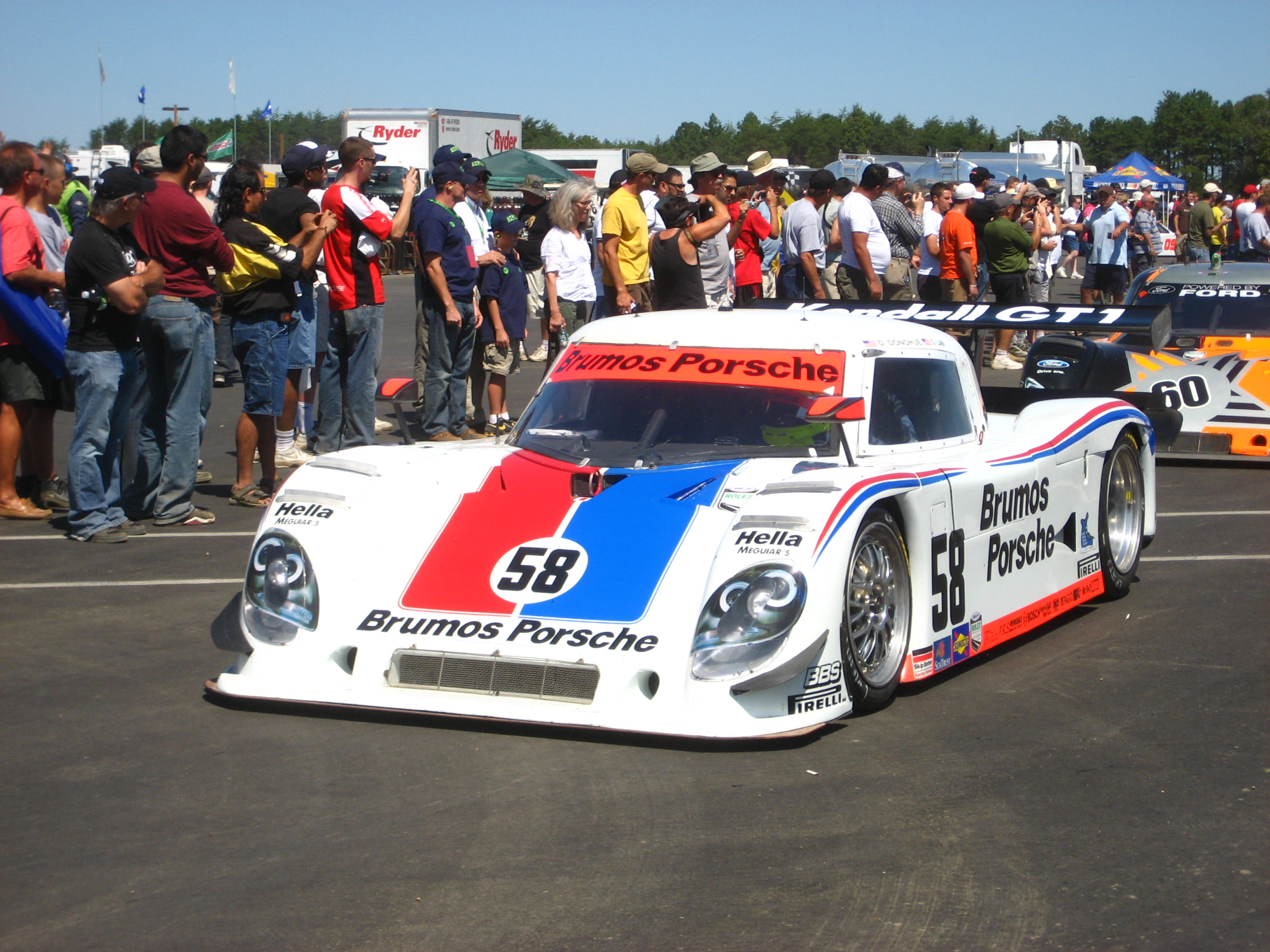
Coche Brumos Porsche Riley Mk XI.

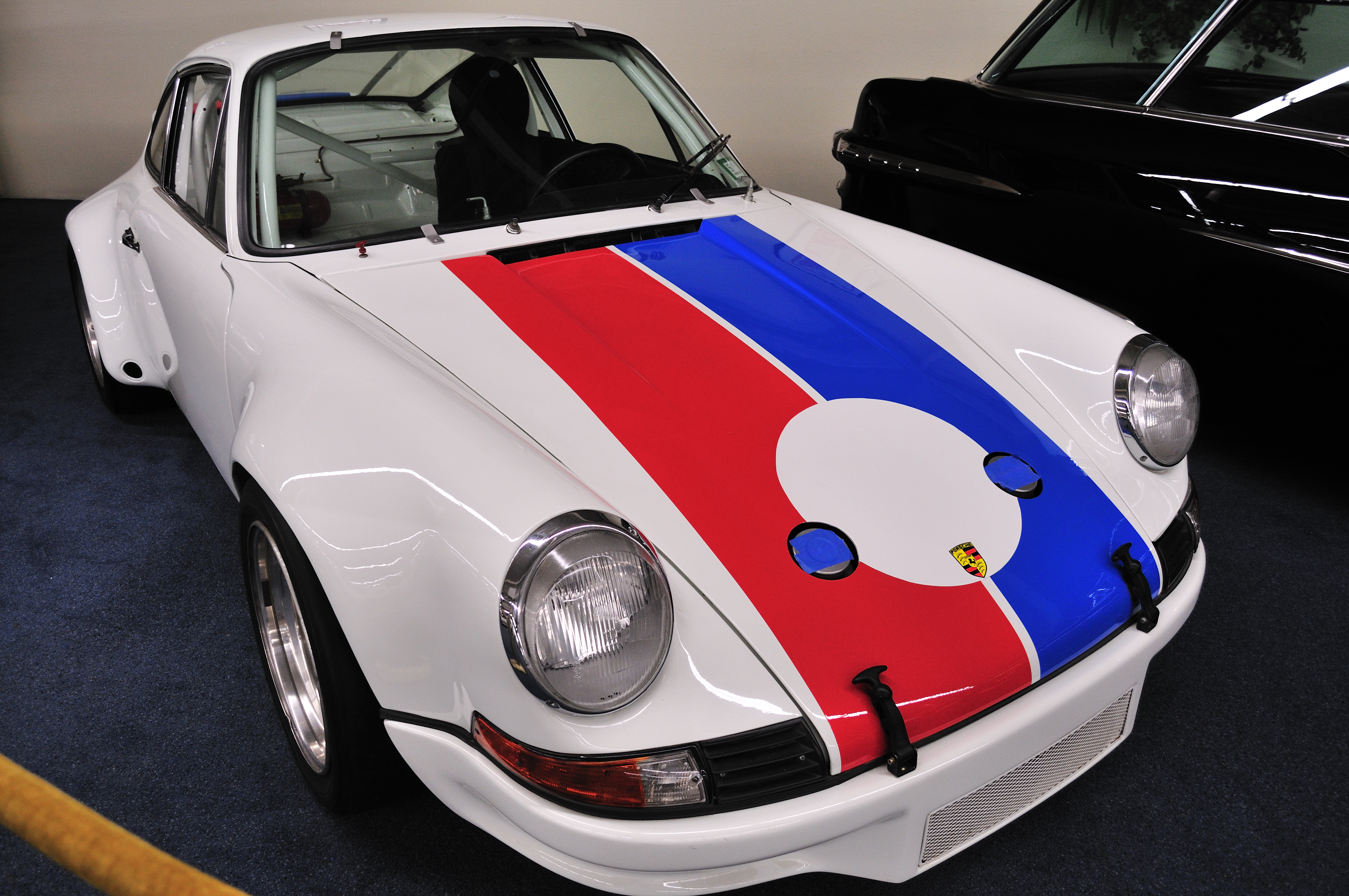
Coche Brumos Porsche 911 Carrera RSR ganador de las 24 Horas de Daytona de 1973.

### Victorias en las 24 Horas de Daytona
Brumos ganó la 24 Horas de Daytona en cuatro ocasiones. En 1973 Peter Gregg y Hurley Haywood la ganaron con un Porsche Carrera RSR, y repitieron en 1975. En 1978 Peter Gregg la volvió a ganar tercera vez con un Porsche 935/77 , junto a Rolf Stommelen y Toine Hezemans. 31 años después, sería su cuarta victoria en la carrera para el equipo formado con David Donohue, Antonio García, Darren Law y Buddy Rice en un Riley Mc. XI, con motor Porsche en las 24 Horas de Daytona de 2009.